# Akikan!
Akikan! (яп. アキカン!, досл. «Пустая банка») — серия лайт-новел Рику Рандзё с иллюстрациями Хиро Судзухиры, издаваемая в Японии с 2007 года. Также были выпущены её манга- и аниме-адаптации.

## Сюжет
Безумные учёные создают глобальный маркетинговый проект, целью которого является определить какой материал, сталь или алюминий, должен стать стандартом будущих производств. Для этого они создают чудесные банки с газированным напитком, сами банки называются Акиканами, и тот, кто сделает первый глоток, станет хозяином этого Акикана (однако, если всю жидкость выпить, то Акикан умрет). Акиканы, которым суждено судьбой драться между собой, подразделяются на два вида, соответствующие материалам, Стальные и Алюминиевые.
Одна из таких Акикан достаётся и японскому школьнику Какэру Даити, поначалу принявшему её за свой сон, но затем узнавшему, что в его обязанности входит и поддержание жизни девушки путём выдыхания углекислого газа «изо рта в рот».

## Персонажи
Какэру Даити (яп. 大地 カケル Даити Какэру) — Главный персонаж. Шестнадцатилетний учащийся академии Кюугэцу. Любит отпускать непристойные шуточки.
Сэйю: Дзюн Фукуяма
Надзими Тэнкудзи (яп. 天空寺 なじみ Тэнку:дзи Надзими) — Подруга детства Какэру. 
Сэйю: Аки Тоёсаки
Мисаки Миясита (яп. 宮下 美咲 Миясита Мисаки) — Студентка-второкурсница академии. 
Сэйю: Рю Хирохаси

### Акиканы
Мэлон (яп. メロン Мэрон) — Стальная Акикан Какэру, появившаяся из дынного напитка. Имеет внешность красивой девушки с золотыми волосами и зелёными глазами; носит зелёное платье. Причёска закреплена двумя большими шарами зелёного цвета; в этих шарах, как и в любой газировке, двигаются пузырики. 
Сэйю: Саяка Нарита
Будоко (яп. ぶど子) — Алюминиевая Акикан, появившаяся из виноградного напитка. Её владелица — Мисаки Миясита. Очень веселая девочка, которая любит поиграть. 
Сэйю:: Аои Юки
Йелл (яп. エール Э:ру) — Алюминиевая Акикан, собственность Надзими. Преданная своей хозяйке, которую очень любит. 
Сэйю:: Мамико Ното

## Аниме-сериал
Открывающие композиции:
- «Miracle Plan ga Dekichatta!» (яп. ミラクル・プランができちゃった！) (исполняет Charmmy Queen)
- «Juicy Extacy» (исполняет Little Non)

Закрывающая композиция каждого эпизода исполнена в различных музыкальных стилях, но при всегда заканчивается текстом, переводимым как «Хотите ли выпить чего-нибудь?».
| Список серий | Список серий                                                                            | Список серий         |
| № серии      | Название                                                                                | Трансляция в Японии  |
| ------------ | --------------------------------------------------------------------------------------- | -------------------- |
| 1            | Can you feel it? First kiss. «Kanjiru!? Fāsuto Kisu» (感じる!?ファーストキス)           | 4 января, 2009       |
| 2            | During studying time «Obenkyō no Jikan» (お勉強の時間)                                  | 11 января, 2009      |
| 3            | The feelings of an empty can «Akikan no Kanjō» (アキカンの感情)                         | 18 января 2009 года  |
| 4            | Lost running and thinking «Mayotte Hashitte Kangaete» (迷って走って考えて)              | 25 января 2009 года  |
| 5            | Dating Relationship? «Dēto!? na Kankei» (デート!?な関係)                                | 1 февраля 2009 года  |
| 6            | Deeply touched! Humans and Akikans «Kandō! Hito to Akikan to» (感動!人とアキカンと)     | 8 февраля 2009 года  |
| 7            | Transfer Student, Welcome! «Tenkōsei, Daikangei!» (転校生、大歓迎!)                     | 22 февраля 2009 года |
| 8            | Swimsuit Sensitivity!? «Mizugi de Binkan!?» (水着で敏感!?)                              | 1 марта 2009 года    |
| 9            | The moment hearts connect «Kokoro, Tsunagaru Shunkan» (心、繋がる瞬間)                  | 8 марта 2009 года    |
| 10           | Acknowledgement of a Never Changing Day «Kawaranu Kyō ni Kansha!» (変わらぬ今日に感謝!) | 15 марта 2009 года   |
| 11           | Shockingly! The Strongest Akikan «Shinkan! Saikyō Akikan» (震撼! 最強アキカン)          | 22 марта 2009 года   |
| 12           | A Toast to the Brilliant Future! «Kagayaku Mirai ni Kanpai!» (輝く未来に乾杯!)          | 29 марта 2009 года   |